# Metzer Mirabelle
Die Metzer Mirabelle, Mirabelle von Metz oder Gelbe Mirabelle ist eine Kultursorte der Mirabelle, die als Zufallssämling in der Nähe von Metz entstand. Sie wurde früher in Lothringen und im Taunus häufig angepflanzt. Auch im Saarland und Rheinland-Pfalz war sie sehr verbreitet und ist dort noch häufig auf Streuobstwiesen anzutreffen. Der Verband der Gartenbauvereine Saarland-Pfalz e. V. erklärte sie zur Streuobstsorte des Jahres 2005.

## Baum
Die Metzer Mirabelle ist eher schwachwüchsig und bildet einen kleinen Baum mit dichter, etwas „unordentlicher“ Krone. Sie verlangt einen trockenen, warmen Boden, soll aber nach anderen Quellen auch mit relativ schweren Böden zurechtkommen. Die Bäume liefern hohe Erträge, teilweise sollen an ihnen mehr Früchte als Blätter zu finden sein.

## Früchte
Die kleinen bis mittelgroßen Früchte der Metzer Mirabelle werden in der zweiten Augusthälfte reif. Ihre Form kann rundlich oder oval sein. Sie werden von einer Furche in zwei Hälften geteilt, die unterschiedlich groß sein können. Die Farbe kann ein helleres oder dunkleres Gelb sein, besonnte Früchte sind rot getüpfelt. Die Früchte ähneln jenen der Mirabelle von Nancy, von denen sie nur anhand der Form des Steins sicher zu unterscheiden sind.
Das gelbe Fruchtfleisch ist süß und sehr saftig. Die Früchte behalten beim Einwecken ihre helle Farbe, daher eignet sich die Sorte sehr gut für die Herstellung von Obstkonserven. Außerdem kann sie gut für Marmeladen und zum Dörren verwendet werden. Für die Herstellung von Obstbrand oder Likör ist sie wegen der hohen Erträge, des Zuckergehalts und des ausgezeichneten Aromas hervorragend geeignet.